# 乔纳普尔
乔纳普尔（Jona Pur），是印度德里South县的一个城镇。总人口7419（2001年）。

## 人口
该地2001年总人口7419人，其中男性4231人，女性3188人；0—6岁人口1224人，其中男652人，女572人；识字率61.73%，其中男性为70.17%，女性为50.53%。